# Oepaha
Oepaha is een bestuurslaag in het regentschap Kupang van de provincie Oost-Nusa Tenggara, Indonesië. Oepaha telt 443 inwoners (volkstelling 2010).